# Phalotris nasutus
Phalotris nasutus — вид отруйних змій родини полозових (Colubridae). Ендемік Бразилії.

## Поширення і екологія
Phalotris nasutus мешкають на півдні Бразилії, в штатах Парана, Сан-Паулу, Мінас-Жерайс, Мату-Гросу, Гояс і Рондонія. Вони живуть у вологих саванах серрадо та на луках.